# Можарское сельское поселение (Чувашия)
Можа́рское се́льское поселе́ние (чув. Мучар ял тӑрӑхӗ) — муниципальное образование в Янтиковском районе Чувашской Республики Российской Федерации.
Административный центр — село Можарки.

## История
Статус и границы сельского поселения установлены Законом Чувашской Республики от 24 ноября 2004 года № 37 «Об установлении границ муниципальных образований Чувашской Республики и наделении их статусом городского, сельского поселения, муниципального района и городского округа».

## Население
| 2010 | 2012 | 2013 | 2014 | 2015 | 2016 | 2017 |
| ---- | ---- | ---- | ---- | ---- | ---- | ---- |
| 997  | ↘955 | ↘930 | ↘904 | ↘880 | ↘845 | ↘813 |
| 2018 | 2019 | 2020 | 2021 |      |      |      |
| ↘786 | ↘785 | ↘753 | ↘733 |      |      |      |

## Состав сельского поселения
| № | Населённый пункт | Тип населённого пункта       | Население |
| - | ---------------- | ---------------------------- | --------- |
| 1 | Гришино          | село                         | ↗202      |
| 2 | Кичкеево         | деревня                      | ↗319      |
| 3 | Можарки          | село, административный центр | ↗689      |